# جبل راوندتوب (نيويورك)
جبل راوندتوب، هو جبل يقع في مقاطعة غرين، نيويورك جنوب شلالات هاينز، نيويورك . تقع في الشرق في قمة مرتفعة. وتقع شمال غرب تل كلوم. يصب جبل راوندتوب شمالًا في خليج كارترسكيل وجنوبًا في جدول شوهاري.